# A World Without Love
A World Without Love (englisch für „Eine Welt ohne Liebe“) ist ein Lied des britischen Duos Peter & Gordon, das 1964 als Single A-Seite und auf ihrem Debütalbum  Peter and Gordon   veröffentlicht wurde. Komponiert wurde es von Paul McCartney und unter der Autorenangabe Lennon/McCartney veröffentlicht.  Die Single erreichte die Nummer-eins-Position in den britischen und US-amerikanischen Charts.

## Hintergrund

A World Without Love von Peter and Gordon

Paul McCartney schrieb A World Without Love, als er 16 Jahre alt war. McCartney bot A World Without Love zunächst Billy J. Kramer an, der es aber ablehnte. Als McCartney 1963 in das Londoner Haus seiner damaligen Freundin Jane Asher zog, fragte der ältere Bruder von Jane, Peter Asher ob er das Lied verwenden könne, nachdem Asher und Gordon Waller einen Plattenvertrag als Peter & Gordon unterzeichnet hatten.
Paul McCartney sagte dazu: „Die lustige erste Zeile hat John [Lennon] immer gefallen. ‚Bitte sperren Sie mich weg‘ – ‚Ja, okay‘. Ende des Liedes. Es war ein früher Song von mir, den wir nicht für die Beatles verwendet haben, von dem ich dachte, dass er gut für Peter und Gordon sein würde – und das war er auch.“
John Lennon sagte 1980 über das Lied: „Er [McCartney] hatte schon ziemlich viel Material […] er war schon mehr Songwriter als ich, als wir uns kennenlernten. Ich denke, das [Lied] wurde auch aus der Vergangenheit wiederbelebt. Ich weiß nicht, ich glaube, er hatte den ganzen Song vor den Beatles und gab ihn Peter und Gordon, von denen einer jetzt der berühmte Peter Asher ist.“
A World Without Love wurde von den Beatles nie für EMI aufgenommen. Peter and Gordons Version wurde in den Abbey Road Studios mit dem Produzenten Geoff Love eingespielt und am 28. Februar 1964 in Großbritannien mit der B-Seite If I Were You veröffentlicht.
Das Lied stand im Mai 1964 an der Spitze der britischen Charts und verdrängte Can’t Buy Me Love von den Beatles von Platz eins. Im folgenden Monat stand es an der Spitze der US-Charts – es war das erste Mal, dass eine Lennon/McCartney-Komposition, die von anderen Künstlern als den Beatles aufgenommen wurde,  dort in die Top 40 einstieg und Platz eins der Charts erreichte. A World Without Love wurde die kommerziell erfolgreichste Single von Peter & Gordon.
McCartneys Demo von A World Without Love wurde von Peter Asher in seinem Haus in Los Angeles entdeckt, das Demo lag in einer Schachtel mit DAT-Kassetten, die verschiedene analoge Aufnahmen enthielten. Beim 30-sekündige Demo hört man McCartney, wie er auf einer akustischen Gitarre singt und sich selbst begleitet. Ab Anfang 2013 konnte man das Demo auf YouTube hören.
Peter & Gordon nahmen noch weitere Lieder von McCartney auf, darunter Nobody I Know, I Don't Want To See You Again und Woman.

## Coverversionen
- The Supremes – A Bit of Liverpool [4]
- Del Shannon – Handy Man [5]
- Gerry and the Pacemakers – 20 Year Anniversary Album [6]